# Katedrala Notre-Dame u Tournaiju
Katedrala Notre-Dame (Naše Gospe) ili Katedrala naše Gospe od Flandrije u Tournaiju je jedan od najvažnijih arhitektonskih spomenika u Belgiji. Tournaiška katedrala je mješavina brojnih utjecaja arhitekture iz središnje Francuske (Ile de France), rajnske oblasti (Rhineland) i Normandije, koji su u kratkom vremenu, početkom 12. stoljeća, prethodili procvatu gotičke arhitekture. Zbog iznimno visokog romaničkog glavnog broda i kapitela bogatih skulpturama, ali i zbog 5 šiljastih tornjeva koji prethode gotici, danas je nacionalni spomenik pokrajine Valonije, ali i UNESCOv spomenik svjetske baštine.

## Povijest
Još od kasnog 6. stoljeća, središte biskupije je bilo u Tournaiju gdje je stara katedrala od lokalnog plavo-sivog kamena, na uzvisini iznad južne obale rijeke Scheldt, dijelila grad na dva jednaka dijela. Početkom 12. stoljeća je na starim temeljima izgrađena građevina u kojoj je kombinirano više arhitektonskih stilova s veličanstvenim rezultatom. Teški i ozbiljni glavni brod je urađen u stilu romanike, što je u kontrastu s transeptom i oltarom koji su urađeni u stilu visoke- gotike. Transept je i najprepoznatljiviji dio građevine s pet zvonika i polukružnim apsidama na krajevima.
Biskup Gautier de Marvis (1219. – 1252.), inspirian katedralom u Amiensu, dao je srušiti originalni romanički oltar u 13. stoljeću, kako bi ga zamijeni s izrazito velikim gotičkim. Gradnja je započela 1242. a završila 1255. godine. Ostatak katedrale je izgrađen u istom romaničkom stilu glavnog broda. Jedini dodaci katedrali, zapadni trijem i velika gotička kapela uz katedralu, su se dogodili mnogo kasnije.
U katedrali su pokopani Eleutherius od Tournaija i Nicolas Gombert.
Godine 2000. katedrala je dospjela na UNESCOv popis mjesta svjetske baštine u Europi.

## Arhitektura
Glavni brod je uglavnom urađen u 12. stoljeću, kao preteča rano-gotičkog stila, s galerijom između arkada u prizemlju i trostrukih prozora (trifora). Pilastri između polukružnih prozora u podržavaju kameni svod iz 18. st. koji je zamijenio originalni ravni drveni strop. 
Krakovi transepta, izgrađeni sredinom 12. stoljeća, imaju apsidalne krajeve; što je regionalna karakteristika romaničkog stila rajnskih crkava. Ovaj stil do tada nije imao nikakav utjecaj na arhitekturu svjeroistočne Francuske, osim na katedralu u Noyonu i Soissonsu. Četvrtasti tornjevi na krajevima transepta imaju visinu od 83 metra, a variraju u detaljima – neke su njihove slijepe arkade polukružne, a neke su šiljate. 
- Južni transept i tonjevi
- Glavni brod prema oltaru
- Rekonstrukcija originalnog romaničkog oltara (naprijed) i dva neizgrađena tornja (straga)
- Tlocrt
- Rozeta iznad portala

## Poveznice
- Crkvena arhitektura
- Kršćanska umjetnost

## Vanjske poveznice
- Panoramski 360x180 pogled na katedralu  Arhivirana inačica izvorne stranice od 13. kolovoza 2012. (Wayback Machine)
- Tournai: Katedrala naše Gospe - - Belgijska turistička mreža
- Tournai katedrala (pdf) – UNESCOv opis i povijest
- Katedrala Notre-Dame  Arhivirana inačica izvorne stranice od 27. siječnja 2013. (Wayback Machine) – službene stranice grada Tournaija.
- (fr.) Katedrale – Tournaiška biskupija.